# Ny Phoenicis
Ny Phoenicis (ν Phoenicis, förkortat Ny Phe, ν Phe) som är stjärnans Bayerbeteckning, är en ensam stjärna belägen i den mellersta delen av stjärnbilden Fenix. Den har en skenbar magnitud på 4,95 och är synlig för blotta ögat där ljusföroreningar ej förekommer. Baserat på parallaxmätning inom Hipparcosuppdraget på ca 66,2 mas, beräknas den befinna sig på ett avstånd på ca 49 ljusår (ca 15 parsek) från solen. 

## Egenskaper
Ny Phoenicis är en blå till vit stjärna i huvudserien av spektralklass F9 V Fe+0,4 och är analog med solen, vilket betyder att dess observerade egenskaper liknar solens, även om den är något mer massiv. Den har en massa som är ca 20 procent större än solens massa, en radie som är ca 25 procent större än solens och utsänder från dess fotosfär ungefär samma mängd energi som solen vid en effektiv temperatur på ca 6 070 K.
Baserat på observationer av överskott av infraröd strålning från stjärnan kan den ha en omgivande stoftskiva som sträcker sig flera AE utåt från en inre kant som börjar vid 10 AE.